# Un homme de fer
Pour les articles homonymes, voir Homme de fer.
Pour plus de détails, voir Fiche technique et Distribution.
Un homme de fer (Twelve O'Clock High) est un film de guerre américain réalisé par Henry King, sorti en 1949. Il a pour sujet les équipages de la Huitième Air Force à l'époque des premiers bombardements sur l'Allemagne nazie à partir de l'Angleterre.

## Synopsis

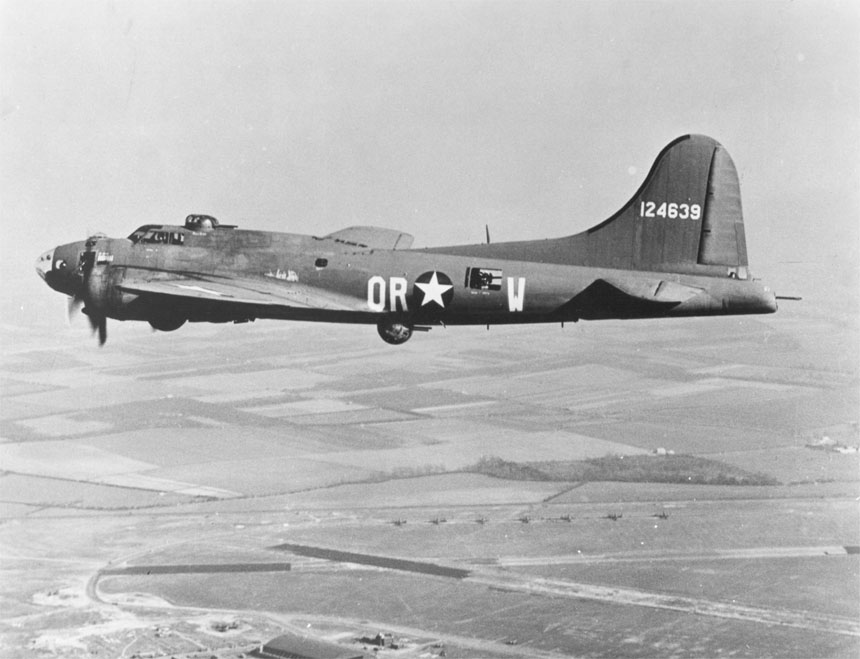
Un B-17F semblable à ceux en action dans le film

En 1949, le procureur américain Harvey Stovall (Dean Jagger) remarque dans la vitrine d'un magasin à Londres un pichet ouvragé. Il l'achète car cet objet lui rappelle des souvenirs. Il se rend sur la base aérienne abandonnée (fictive) d'Archbury où il a servi pendant la Seconde Guerre mondiale. Le film fait alors un flashback en 1942.
Le colonel Keith Davenport (Gary Merrill) était le commandant du 918e Groupe de bombardement équipé de Boeing B-17. Envoyé au combat peu de temps après son arrivée, le 918e a subi de lourdes pertes, gagnant la réputation d'être un groupe « porte-poisse » et, le moral est au plus bas. La cause principale de ces pertes est la stratégie américaine de bombardement de précision de jour pour détruire des cibles spécifiques, plutôt que de procéder à des bombardements en « tapis de bombes ». Les B-17 volent à 10 000 mètres en s'appuyant sur la précision de leur viseur de bombardement Norden.
Davenport est un homme proche de ses hommes, troublé par le taux de pertes. Il comprend la nécessité de risquer la vie de ses hommes, mais sa communion avec eux l'éprouve fortement à chaque perte. Quand il reçoit un ordre de bombardement à basse altitude (3 000 m) pour augmenter la précision, Davenport se précipite au quartier général pour demander des éclaircissements. Son ami et mentor, le général Frank Savage (Gregory Peck), lui indique que cette tactique a été choisie pour pouvoir enfin détruire des abris de sous-marins. Davenport ravale ses arguments et rentre à Archbury. À la suite de cette visite, le major général Patrick Pritchard (Millard Mitchell), qui commande le VIII Bomber Command, vient visiter le 918e pour connaitre la cause de ses difficultés. Après avoir interviewé Davenport et certains équipages, Pritchard se rend compte que c'est Davenport qui est le problème, en raison de sa sur-identification avec ses hommes. Il relève Davenport de son commandement et sur le chemin du retour, il demande à Savage (qui avait dirigé les premiers bombardements américains) de prendre le commandement du 918e. Et il transfère Davenport à un poste d'état-major.
Savage prend son nouveau commandement en s'avérant très strict sur la discipline. Il traite tout le monde si durement qu'il est détesté. Il est particulièrement dur avec le lieutenant-colonel Ben Gately (Hugh Marlowe), commandant en second du groupe. L'accusant de ne pas avoir secondé Davenport et de s'être défilé, il le ramène au rang de simple commandant de bord d'un bombardier. Baptisé Colonie des lépreux, ce bombardier a pour équipage les membres les moins capables de l'escadrille. Il nomme à sa place le major Joe Cobb (John Kellogg). Exaspérés par le commandement de Savage, tous les pilotes du 918e demandent leur transfert. Savage demande au major Stovall (Dean Jagger), de retarder le traitement des demandes de transfert. Se situant aux limites du règlement, Stovall accepte.
Savage ordonne au groupe de reprendre des missions de simple entrainement et il embarque à bord de l'avion de Ben Gately. Après ces formations de recyclage, le 918e reprend ses opérations de combat. Son habileté croissante, notamment à voler en formation serrée lui vaut le respect de la chasse allemande qui préfère s'en prendre à d'autres groupes. L'opinion des hommes sur Savage commence à changer quand il les emmène dans une mission où le 918e est le seul groupe à bombarder la cible et sans aucune perte. Savage prétend avoir eu une panne radio qui l'a empêché d'entendre l'ordre d'annulation de la mission.
Savage essaie de s'allier le jeune pilote, Jesse Bishop (Robert Patten) pour l'aider à changer l'attitude des autres pilotes. Bishop est tout d'abord réticent, mais lorsque l'Inspecteur général vient vérifier l'ambiance et les demandes de transfert, c'est lui qui convainc les autres pilotes de les retirer.
Les nouvelles missions ont maintenant des objectifs en Allemagne. Savage est fier de constater que plusieurs membres des équipes au sol ont embarqué à bord des avions pour réaliser des missions de combat. Les missions deviennent de plus en plus dures. Bishop et son équipage sont abattus. Plus tard, Savage apprend que Gately a été hospitalisé, après avoir effectué trois missions après un amerrissage forcé dans la Manche avec une fissure aux vertèbres qui lui cause une douleur aiguë. C'est l'occasion d'un rapprochement entre eux. Pritchard veut que Savage reprenne un poste d'état-major, mais celui-ci refuse en disant que le 918e n'est pas prêt. Pritchard lui fait observer qu'il est en train de suivre les traces de Davenport en s'impliquant trop.
Le groupe reçoit l'ordre d'effectuer une mission au cœur de l'Allemagne pour détruire des usines de roulements à billes (raids historiques d'août et octobre 1943). Six des 21 B-17 sont abattus, dont l'avion de Cobb qui explose en vol. Pourtant Savage se rend compte qu'une deuxième mission sur la même cible est nécessaire. Après la mort de Cobb, Savage rétablit Gately dans son poste de second. Mais au moment d'embarquer, Savage a un malaise et n'y parvient pas. Gately le remplace et assure le commandement de la mission. Savage est ensuite en état de choc.
Il se calme et va dormir au retour des avions quand il apprend que la mission a été un succès.
Dans le roman, Savage est promu et retourne aux États-Unis prendre le commandement de la Second Air Force.

## Production
Un homme de fer est un film de guerre particulier qui peut tout d'abord dérouter ses spectateurs. Filmé avec austérité et sobriété, il montre les souffrances psychologiques que peuvent endurer les officiers responsables d'aviateurs partant au combat et donc peut-être à la mort. S'appuyant sur des images d'archives (pour les combats aériens), ainsi que sur le charisme et le jeu torturé de Gregory Peck (un de ses meilleurs rôles), Henry King parvient avec un brio remarquable par petites touches savamment orchestrées à montrer les terribles enjeux et dilemmes qu'affrontent ses héros. Méconnu, Un homme de fer mérite une attention particulière, les films de guerre parvenant à délivrer une telle leçon d'humilité et de bravoure, sont plus que rares.
Le film met en valeur les équipages des fameuses forteresses volantes B-17 ainsi qu'une reconnaissance et attention du monde du cinéma en ce qui concerne le "PTSD" (Post traumatic stress disorder) bien que ce ne fut pas dénommé ainsi à l'époque. Le film tourné peu de temps après la guerre intègre à la fois des images tournées sur l'aérodrome avec d'authentiques B-17 et des images d'archives de combats aériens prises pendant la guerre.
Le pilote cascadeur d'Hollywood Paul Mantz reçut la somme sans précédent de 4 500 $ pour réaliser un atterrissage sur le ventre dans une séquence au début du film. Frank Tallman a écrit dans son autobiographie que si beaucoup de B-17 ont été ramenés au sol par un seul pilote, c'est le seul cas où un B-17 a été totalement piloté par un seul homme, et à l'époque, personne n'était sûr que cela était possible. Cette séquence réelle et spectaculaire mettant en jeu le B-17 F Triangle-A 23613 GK*R a été réutilisée dans le film L'Homme qui aimait la guerre.
L'armée de l'air américaine a fourni 12 B-17 à partir des stocks des bases d'Eglin et Brookley. La plupart de ces avions étaient des drones utilisés après la guerre pour des tests atomiques dans le Pacifique. Un seul B-17, celui utilisé pour l'atterrissage sur le ventre, a pu être identifié.

## Fiche technique
- Titre : Un homme de fer
- Titre original : Twelve O'Clock High
- Réalisation : Henry King
- Scénario : Sy Bartlett et Beirne Lay Jr. d'après leur roman de 1948
- Production : Darryl F. Zanuck
- Musique : Alfred Newman
- Photographie : Leon Shamroy
- Montage : Barbara McLean
- Société de production : 20th Century Fox
- Pays d'origine : États-Unis
- Langue : anglais
- Format : Noir et blanc - Mono
- Genre : Guerre
- Durée : 132 minutes
- Date de sortie : 1949
- Affiche : Boris Grinsson (France)

## Distribution

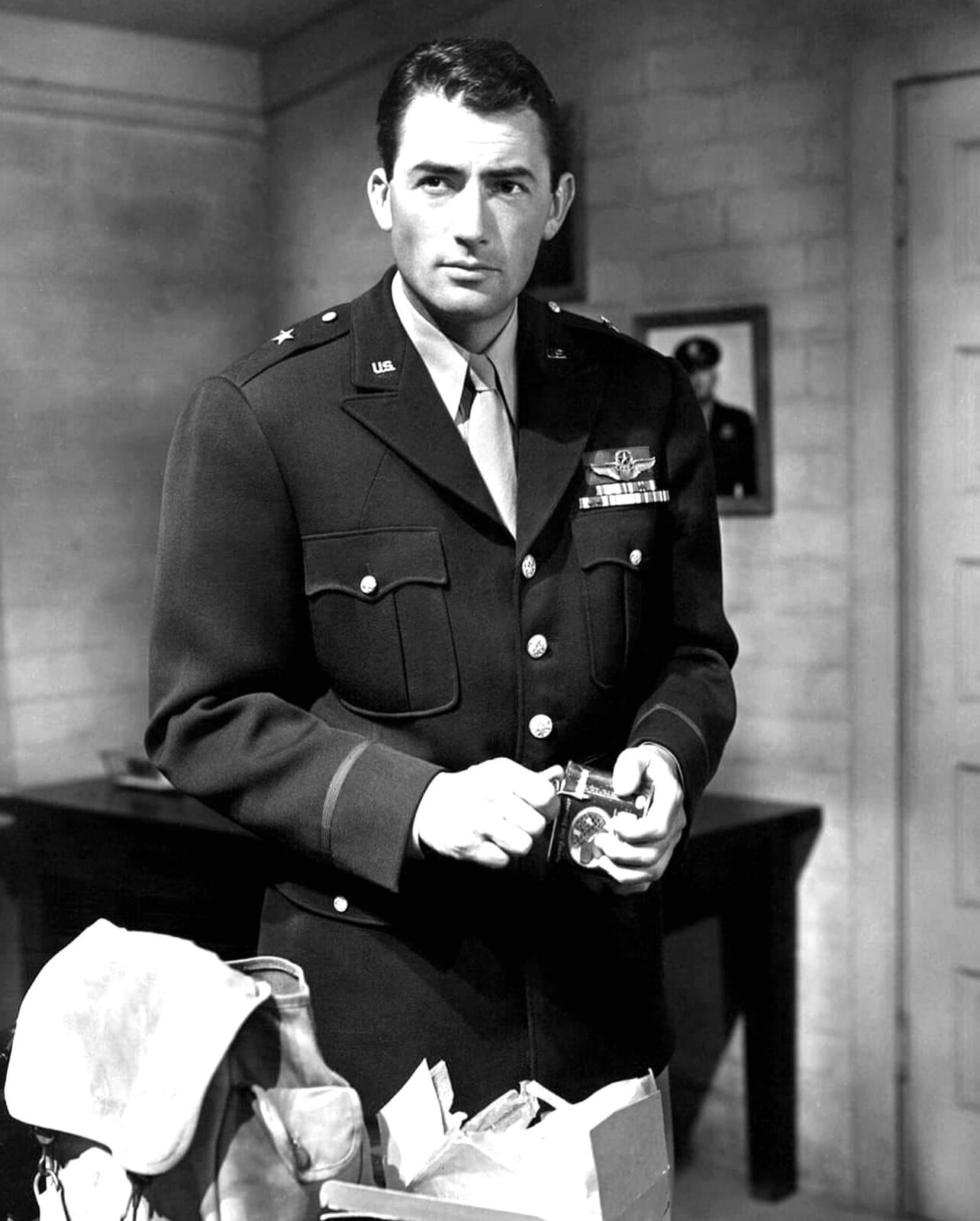
Gregory Peck dans le rôle du brigadier général Frank Savage.

- Gregory Peck (VF : Marc Valbel) : Brig. Gen. Frank Savage
- Hugh Marlowe (VF : Roger Tréville) : Lt. Col. Ben R. Gately
- Gary Merrill (VF : Jean Martinelli) : Col. Keith Davenport
- Millard Mitchell (VF : Georges Hubert) : Maj. Gen. Ben Pritchard
- Dean Jagger (VF : Paul Amiot) : Maj. Harvey Stovall
- Robert Arthur (VF : Jean Clarieux) : Sgt. McIlhenny, Gen. Savage's clerk/driver
- Paul Stewart (VF : Maurice Dorléac) : Maj. 'Doc' Kaiser
- John Kellogg : Maj. Joe Cobb
- Robert Patten : 2nd Lt. Jesse Bishop
- Lee MacGregor : Lt. 'Zimmy' Zimmerman, group navigator
- Sam Edwards : Lt. Birdwell, 918th Bomb Group pilot

Acteurs non crédités
- Paul Picerni : Un bombardier